# Ganta
Ganta is een stad in Liberia, Afrika. De stad ligt net ten zuiden van de grens van Guinee en is de op een na grootste stad in Liberia.

## Demografie
De stad telde in 2008 41.106 inwoners en is daarmee na Monrovia de grootste stad in het land. Hiervan zijn er 19.600 man (47,7%) en 21.506 vrouw (52,3%).